# Stazione dome Fuji
La stazione dome Fuji (in giapponese ドーム富士 - Dōmu Fuji) è un'installazione antartica giapponese che porta il nome della più alta montagna nipponica: il Fuji.

## Localizzazione
Localizzata ad una latitudine di 77°19' sud e ad una longitudine di 39°42′ est, la base si trova nell'entroterra della costa del principe Harald (Terra della regina Maud) ad un'altitudine di 3.810 metri e ad oltre mille chilometri dalla costa antartica e dalla base più vicina, la stazione Syowa.
La stazione sorge inoltre nei pressi del dome F (in italiano cupola F) una delle aree in Antartide dove il ghiaccio è più spesso ed è, per questo, un sito particolarmente adatto per l'estrazione di carote di ghiaccio. 

## Stazione
Inaugurata nel gennaio 1995 con il nome di base osservativa dome Fuji (ドーム富士観測拠点 Dōmu Fuji Kansoku Kyoten), venne rinominata stazione dome Fuji (ドーム富士基地 Dōmu Fuji Kichi) il 1º aprile 2004. Costituita da nove edifici per una superficie complessiva di quasi trecento metri quadri, le strutture distano dalla stazione Shōwa più di mille chilometri e ogni spostamento avviene in elicottero.

## Clima
Vista la sua localizzazione nel Plateau antartico e l'elevata altitudine, dome F è uno dei luoghi più freddi della Terra. Le temperature sono raramente maggiori di -30 °C, anche durante l'estate. In inverno scendono ulteriormente, anche oltre i -80 °C. In generale il clima può essere descritto come quello di un deserto freddo, con precipitazioni annuali inferiori ai 25 mm di acqua equivalente che raggiunge il suolo interamente sotto forma di neve o come brina.

## Glaciologia
Sin dall'agosto 1995 la base ha iniziato l'attività di perforazione della superficie ghiacciata, al fine di estrarre e raccogliere di campioni di ghiaccio per studiare l'evoluzione climatica terrestre. Nel dicembre 1996 è stata raggiunta per la prima volta la profondità di 2.503 metri. I campioni raccolti in questa prima fase coprono un periodo di 320.000 anni.
Una seconda campagna di perforazione è iniziata nel 2003 e si è protratta per quattro estati australi consecutive, sino al 2006/2007 il che ha consentito di raggiungere la profondità di 3.035,22 metri. Le perforazioni non hanno toccato la superficie continentale, ma particelle di roccia mescolate ad acqua ricongelata sono state trovate negli ultimi campioni estratti, segno che il fondo del ghiacciaio era prossimo. Questi nuovi campioni si riferiscono ad un periodo, secondo i dati preliminari, di 720.000 anni e costituiscono i secondi campioni di ghiaccio più antichi mai trovati, dopo quelli estratti nei pressi della base Concordia.